# NGC 1316
NGC 1316 (poznat i kao Fornax A) je galaksija u zviježđu Kemijska peć. To je lećasta galaksija udaljena oko 60 milijuna svjetlosnih godina. To je i radio galaksija s frekvencijom 1400 MHz i četvrti je najsjajniji radio izvor na nebu. 

## Svojstva
NGC 1316 je lećasta galaksija. Veličina galaksije na nebu je 12.0'x8.5' što uz procijenjenu udaljenost daje veličinu od 215,000 svjetlosnih godina. NGC 1316 je najveća galaksija u klasteru Peći.
U kasnim 1970-ima François Schweizer intenzivno je proučavao NGC 1316 i ustanovio da je galaksija izgledala kao mala eliptična galaksija s neobičnim prašinskim pragovima ugrađenim u mnogo veću omotač zvijezda. Vanjska omotnica sadržavala je mnoštvo pukotina, petlji i lukova. Također je utvrdio prisutnost kompaktnog diska s plinom u blizini središta koji se činio nagnutim u odnosu na zvijezde i koji se čini da se okreće brže od zvijezda.
Na temelju tih rezultata, Schweizer je smatrao da je NGC 1316 nastao spajanjem nekoliko manjih galaksija. Takvi događaji spajanja možda su potaknuli središnju supermasivu crnu rupu , koja ima masu procijenjenu u plinima od 130 do 150 milijuna solarnih masa, uzrokujući da galaksija postane radio galaksija . Također navodi da je NGC 1316 usporediv s ogromnim eliptičnim galaksijama koje se nalaze u središtima drugih skupina galaksija. Korištenjem spektroskopije njegovih najsjajnijih globularnih klastera , procjenjuje se da je spajanje došlo prije oko 3 milijarde godina. 
Predloženo je i da NGC 1316 može biti galaksija koja evoluira i koja će s vremenom postati galaksija slična onoj Messieru 104 na kojem dominira velika izbočina. 

## Okolina
NGC 1316 središnja je galaksija jedne od dvije subgrupe u klasteru Peći. Ta se grupa približava glavnoj te će se spojiti. NGC 1316 je u interakciji s NGC 1317.

## Vanjske poveznice
- SEDS: NGC 1316